# Verein für die bergbaulichen Interessen im Oberbergamtsbezirk Dortmund

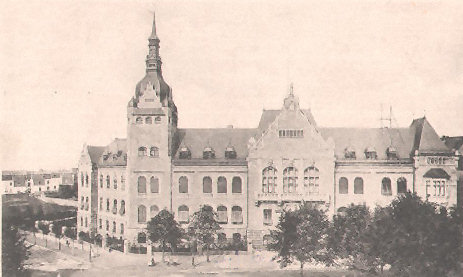
Verwaltungsgebäude um 1903, nach Plänen von Eduard Linse erbaut

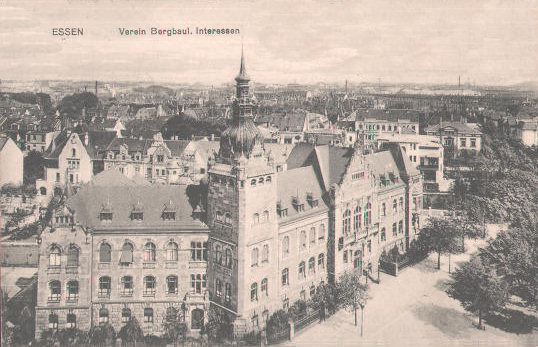
Verwaltungsgebäude um 1913

Der Verein für die bergbaulichen Interessen im Oberbergamtsbezirk Dortmund, kurz Bergbau-Verein, mit Sitz in Essen, konstituierte sich am 17. Dezember 1858 (nach einer vorbereitenden Sitzung vom 20. November 1858) als Unternehmerverband und Interessenvertretung im Oberbergamtsbezirk Dortmund.

## Geschichte

### Von der Gründung bis zum Ersten Weltkrieg
Der Verein entstand vor dem Hintergrund des schweren Konjunktureinbruchs nach 1857. Die Absatzkrise der 1860er Jahre verstärkten die Forderungen nach Schutzzöllen. Den Ideen, auch auf Kohle einen Einfuhrzoll zu erheben, widersprach der Verein nach langen internen Diskussionen. Wichtiger waren für den Verein zunächst der Ausbau des Eisenbahnnetzes und die Vereinheitlichung der Transporttarife. Gegenüber den Beschäftigten vertrat der Verein einen strikt antigewerkschaftlichen Kurs, wie sich bereits beim Bergarbeiterstreik von 1872 gezeigt hatte. Er plädierte in der Folge daher auch für die Einschränkung des Koalitionsrechts. Auch in der Folge hielt der Verein an diesem Kurs fest, wie sich bei der Abwehr des Bergarbeiterstreik von 1889 zeigte. Die extrem starre Haltung des Vereins isolierte den Verein etwa während des Bergarbeiterstreik von 1905 selbst in der Arbeitgeberschaft und in der Öffentlichkeit. Aus der Umgebung des Vereins wurde als Arbeitgeberverband 1908 der Zechenverband gegründet. Die kompromisslose Haltung gegenüber den Arbeitern zeigte sich erneut beim Bergarbeiterstreik von 1912.
Im Jahre 1893 wurde das Rheinisch-Westfälische Kohlen-Syndikat gegründet, das die Ziele einer Produktions- und Marktkontrolle wirksamer erreichte und seinen Funktionsbereich beschnitt.

### Vom Ersten bis zum Zweiten Weltkrieg
Während des Ersten Weltkriegs und später übernahm der Verein wiederum viele organisatorische Funktionen. Insbesondere im Bereich der Rohstoffbewirtschaftung übernahm er hoheitliche Aufgaben. Er war eine zentrale Anlaufstelle für die Arbeitskräftebeschaffung und -zuteilung.
Nach dem Kriege konzentrierte sich der Verein wieder auf seine bergtechnischen und wirtschaftlichen Aufgaben, insbesondere während der Rationalisierungswelle in der zweiten Hälfte der 1920er Jahre.
Wegen seiner technisch-wissenschaftlichen Bedeutung lebte der Bergbau-Verein nach der Machtergreifung Adolf Hitlers 1933 weiter, indem am 22. Dezember 1934 die Bezirksgruppe Ruhr als Unterorganisation der Wirtschaftsgruppe Bergbau gegründet wurde zur Vertretung der wirtschaftspolitischen Interessen des Bergbaus mit den führenden Vereinsmitgliedern in den neuen Leitungsgremien.

### Unternehmensverband RuhrbergbauundSteinkohlenbergbauverein
Nach dem Ende des Zweiten Weltkrieges suspendierten die Alliierten am 11. Juli 1945 den Bergbau-Verein. Am 15. Mai 1952 bildete sich der Unternehmensverband Ruhrbergbau (UVR). Darauf gründeten die Bergbau-Unternehmen des Ruhrgebiets und des Aachener und niedersächsischen Steinkohlenbergbaus am 8. Dezember 1952 den Steinkohlenbergbauverein (Stbv), der die technisch-wissenschaftliche Forschungsarbeit des früheren Bergbau-Vereins wieder aufnahm. Der alte Verein für die bergbaulichen Interessen wurde am 9. Dezember 1958 reaktiviert zur Vermögensverwaltung verschiedener bergbaulicher Gemeinschaftsorganisationen.

## Politik
Der Bergbauverein finanzierte und förderte während der Weimarer Republik extrem nationalistische Organisationen. So wurde der Hugenberg-Konzern über die Wirtschaftsvereinigung zur Förderung der geistigen Wiederaufbaukräfte finanziert. Auch der Alldeutsche Verband, dessen Gründungsvater Alfred Hugenberg war, und die Deutschenhilfe wurden vom Bergbauverein finanziert. Ebenso wurde die rechtsgerichtete Rheinisch-Westfälische Zeitung vom Bergbauverein finanziell kontrolliert. Die NSDAP wurde ebenfalls unterstützt. Am 20. September 1932 schrieb der Verbindungsmann des Ruhrbergbaus zur NSDAP, August Heinrichsbauer, an Gregor Strasser, dass sich führende Bergbauindustrielle für Hitler als Reichskanzler eingesetzt hätten. Heinrichsbauer schrieb wörtlich:

„dass sehr maßgebliche Herren des Reviers sich bei ausschlaggebenden Berliner Stellen sehr stark dafür eingesetzt haben, dass man Herrn Hitler das Reichskanzleramt übertrage“

Am 29. Januar 1933, einen Tag vor der Machtergreifung schrieb die Deutsche Bergwerks-Zeitung:

„Der Wirtschaft muß daran liegen, daß die in der nationalsozialistischen Bewegung gesammelte Kraft, die nicht zuletzt einen guten Teil begeisterungsfähiger deutscher Jugend darstellt, für die Arbeit am Staate endlich nutzbar gemacht wird.“

Beim Treffen Hitlers mit Industriellen am 20. Februar 1933, bei dem der NSDAP und der Kampffront Schwarz-Weiß-Rot ein Wahlfonds von 3 Millionen Reichsmark zur Verfügung gestellt wurde, nahmen als Vertreter des Bergbauvereins Ernst Brandi und Hans von Loewenstein zu Loewenstein teil. An diesem Wahlfonds beteiligte sich der Bergbauverein mit 600.000 Reichsmark.

## Vereinseinrichtungen

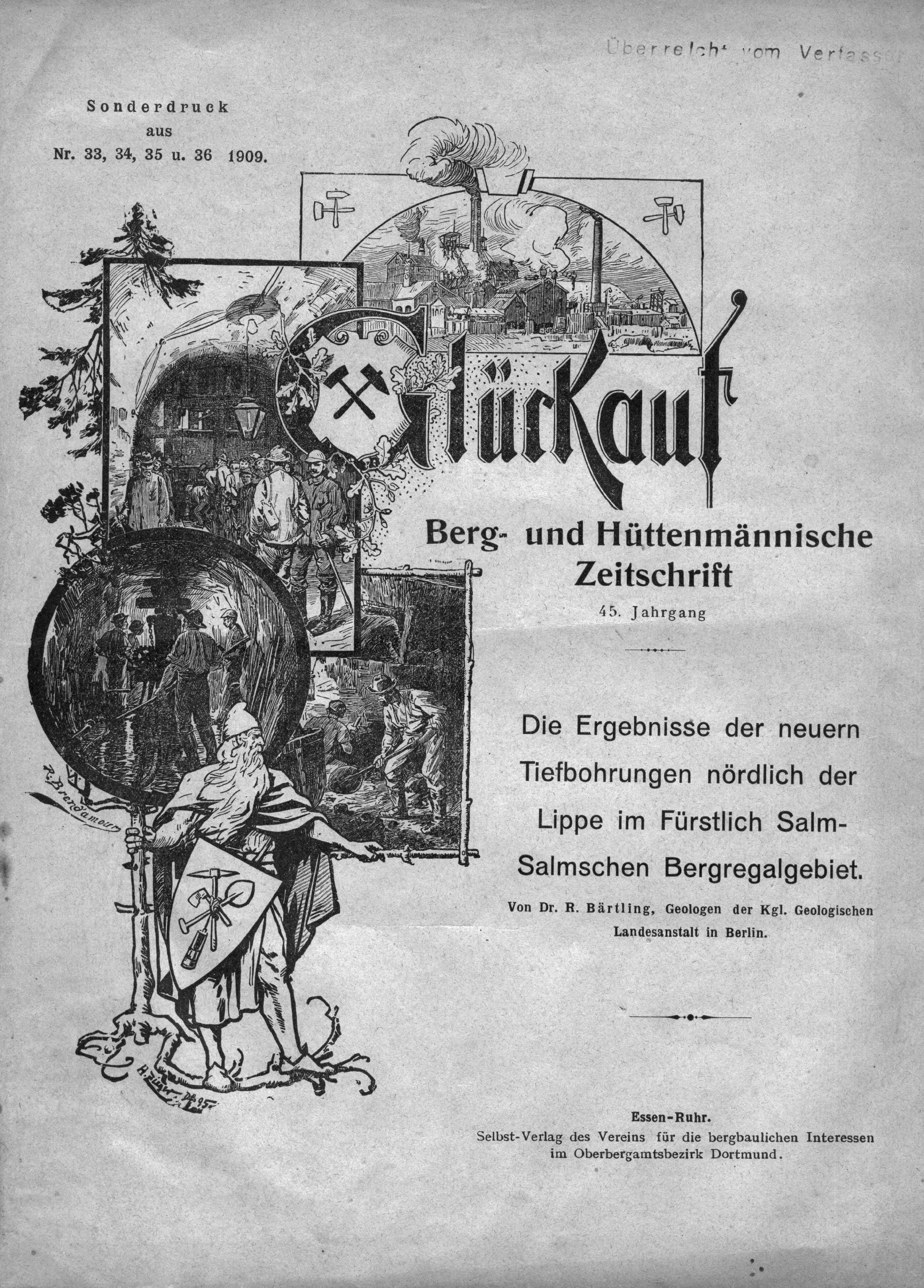
Titelblatt eines Sonderdrucks aus der Zeitschrift Glückauf, 1909

Die Zeitschrift der Vereinigung nannte sich Glückauf – Berg- und Hüttenmännische Zeitschrift. Ihr erster Jahrgang erschien 1865. In ihr gingen seitdem einige andere Fachzeitschriften aus dem bergmännischen Bereich auf.
Der Verein ist heute unter anderem Gesellschafter des Verlags Glückauf in Essen und der 1951 gegründeten Glückauf Wohnungsbaugesellschaft (jetzt: Viva-West Wohnen GmbH), ursprünglich mit Sitz in Lünen-Brambauer.

## Vereinsführung

### Vorsitzende
- 1858–1889: Friedrich Hammacher
- 1889–1902: Hanns Jencke
- 1902–1908: Emil Krabler
- 1908–1909: Eduard Kleine
- 1909–1912: Paul Randebrock
- 1912–1925: Alfred Hugenberg
- 1925–1927: Fritz Winkhaus
- 1927–1933: Ernst Brandi

(alle Vorsitzenden waren zugleich Vorsitzende des Zechenverbandes)

### Geschäftsführer
- 1864–1891: Gustav Natorp
- 1891–1895: Theodor Reismann-Grone
- 1895–1905: Konrad Engel
- 1906–1938: Hans von Loewenstein zu Loewenstein
- 1938–1945: Martin Sogemeier